# Payner Music
Payner Music (búlgaro: Пайнер Мюзик) es un sello discográfico búlgaro fundado en 1990 y dirigido por Mitko Dimitrov. Se trata de la compañía discográfica más grande y prestigiosa de Bulgaria, además de una de las empresas más grandes del país. La sede oficial de la compañía está situada en la ciudad de Dimitrovgrad. El sello trabaja con artistas búlgaros de pop-folk, pop y folk.

## Historia
Payner music es una empresa fundada en el año 1990, justo después de la caída del régimen comunista de Todor Zhivkov. Se benefició de la llegada con energía del fenómeno del Turbo-folk proveniente de Yugoslavia, pese a que en Bulgaria ya existía la chalga, género popular que no había triunfado debido a que las autoridades comunistas lo consideraron como un género perjudicial para la población. Cuando el comunismo cayó, las prohibiciones a nivel artístico sobre este género musical, fueron levantadas y ello provocó la emergencia de todo un movimiento musical y cultural que hizo que para mediados y finales de los años 90, el Turbo-folk se convirtiera en el estilo musical dominante hasta la actualidad.
Con la intención de difundir el fenómeno del turbo-folk en su país, Mitko Dimitrov fundó el sello discográfico y fue reclutando artistas. Uno de esos artistas es Glorija, que se convertiría en la cantante más popular de toda su generación, siendo conocida como "La madre del turbo-folk", aungue aparte de ella, fueron apareciendo otros artistas de éxito, aunque sin alcanzar el renombre de la cantante antes mencionada.
En el año 2001, Payner Music, lanzó un canal musical de televisión, Televizija Planeta, que comenzó sus emisiones el día 13 de noviembre de ese mismo año, siendo el videoclip de la canción "Kâde si ti", de Kamelija el primer video emitido por esta cadena.
Desde el año 2002, tanto Payner Music como la cadena antes citada, impulsaron una gala de entrega de premios para los artistas pertenecientes a la discográfica, los Planeta Nagradi, celebrados desde aquel año hasta la actualidad. Dicho evento no es el único impulsado por la discográfica, Esta además organiza una gira anual con varios de sus cantantes por todo el país, y un certamen musical, el Trakija folk, celebrado desde 1995 en diferentes localidades búlgaras, siendo Haskovo, la primera sede de este festival de la canción.

## Cantantes actuales
Aunque la inmensa mayoría de los cantantes son de estilo pop-folk, cantantes como Veselin Marinov, Lili Ivanova, o Svetla Ivanova también han pertenecido a esta discográfica. Estos son algunos de los más de cien cantantes de la compañía.
- Anelija
- Ani Hoang
- Avi Benedi
- Biljana
- Boris Dali
- Carlos
- Chrisia D
- Costa Markov
- Cvetelina Yaneva
- Dennis
- Dennis Teofikov
- Desi Slava
- Djena
- Dimana
- Ekstra Nina
- Emanuela
- Emilija
- Emrah
- Fiki
- Galena
- Galin
- Gergana
- Glorija
- Ivana
- Ilian
- Jordán
- Julia
- Junona
- Kali
- Lucy
- Magda
- Malina
- Marija
- Maria Petrova
- Marina Tosič
- Milko Kalaidjiev
- Preslava
- Rajna
- Roksana
- Sylvia
- Sonia Nemska
- Tatiana
- Tedi Aleksandrova
- Toni Dačeva
- Valya
- Vanya
- Yanitsa

## Antiguos cantantes
- Albena
- Andrea
- Bliznatsite
- Bonnie
- Boryana
- Brodyagi
- Cherno y Byalo
- Christiana
- Cvetelina
- Daniela
- Dayana
- Dimitar Frenski
- Elena
- Emi Stambolova
- Esil Djuran
- Harry Hristov
- Ilia Zagorov
- Joro Lubimetsa
- Julieta
- Kaliya
- Kamelija
- Konstantin
- Krum
- Luna
- Lucy
- Magapasa
- Magdalena Sánchez
- Maksima
- Malkite Panteri
- Mariana y Victoria
- Mariana Slavova
- Maya
- Milena
- Mira
- Nadia
- Nadia Kazakova
- Naiden Milkov
- Nelina
- Orhan Murad
- Osem Osem
- Panterite
- Persiyan
- Petra
- Plamena
- Polina
- Presilla
- Rado Shisharkata
- Reni
- Rositsa
- Rusi Rusev
- Samantha
- Saska Vaseva
- Siana
- Silvena
- Simpatyagi
- Tanya Boeva
- Tanya Dobreva
- Tanya Mutafova
- Tonita
- Trayana
- Valdez
- Valentina
- Valentina Christie
- Veronica
- Vesela
- Victor
- Yanek